# 大坪景章
大坪 景章（おおつぼ けいしょう、1924年10月27日 - 2018年5月19日）は、日本の新聞記者・俳人。俳人協会名誉会員。

## 略歴
東京新聞記者として活動。1971年9月に千葉支局に着任し、第二次代執行をはじめとする三里塚闘争を取材した。のち千葉支局長。
沢木欣一に師事し、2008年6月から俳誌「万象」主宰（のち名誉主宰）を務めた。
2018年5月19日、肺炎により死去。93歳没。

## 句集
- 『常住』
- 『椿垣』

## 著書
- 『駅前再開発 : 住民主体の都市づくりー柏市』大成出版社, 1973
- 『俳句は眼前にあり : 沢木欣一の俳句』万象発行所, 2010.6

## 編著
- 『ドキュメント成田空港 : 傷だらけの15年』東京新聞出版局, 1978.4